# Sinaugoro
Le sinaugoro est une langue océanienne parlée dans la Province centrale en Papouasie-Nouvelle-Guinée.

## Écriture
| a | b | d | e | f | g | ḡ | ḡw | i | k | kw | l | m | n | o | r | s | t | u | v |